# Суханов, Вячеслав Алексеевич
Вячесла́в Алексе́евич Суха́нов (род. 15 февраля 1958 года, Магнитогорск, СССР) — советский и российский литературовед, специалист по новейшей русской литературе. Доктор филологических наук, профессор. Заведующий кафедрой истории русской литературы XX—XXI веков и литературного творчества Томского государственного университета.

## Биография
Родился 15 февраля 1958 года в Магнитогорске
В 1987 году защитил диссертацию на соискание учёной степени кандидата филологических наук «Поэтика романов Ю. В. Трифонова 1960—1980-х годов: на материале романов о современности „Утоление жажды“, „Старик“, „Время и место“».
В 2001 году защитил диссертацию на соискание учёной степени доктора филологических наук по теме «Романы Ю. В. Трифонова как художественное единство».
Профессор и заведующий кафедрой истории русской литературы XX—XXI веков и литературного творчества Томского государственного университета.
Автор 11 монографий и 8 учебных и учебно-методических пособий. Научный редактор 12 монографий. Работы публиковались в Индии, Китае, Италии. Переведены на китайский и английский языки. Автор работ о теоретических и историко-литературных проблемах перевода, визуального в литературе, художественного единства и художественной реальности, феноменах идентичности, ностальгии, гедонизма, манипулирования, терпения. Им написано более 100 работ о прозе, поэзии и драматургии XIX—XX веков: Ф. Достоевский, А. Чехов, В. Астафьев, А. Битов, И. Бродский, М. Бутов, Ф. Горенштейн, М. Кононов, Ю. Левитанский, В. Маканин, Ю. Мамлеев, Н. Медведева, В. Набоков, В. Некрасов, Б. Пастернак, И. Полянская, В. Пелевин, Л. Петрушевская, И. Стогов, Ю. Трифонов, М. Шишкин и др. Автор статей о прозе и поэзии писателей Урала и Сибири (О. Афанасьев, В. Афонин, В. Брусьянин, Н. Буковская, Г. Климовская, Вл. Колыхалов, В. Лойша, В. Липатов, В. Макшеев, В. Потанин и др.).

### Научные труды
- Суханов В. А. Лирический герой как граница мира в поэзии И. Бродского 1960-х годов («Я обнял эти плечи и взглянул…»)/И. А. Бродский: pro et contra, антология. Т.1. Сер. «Русский Путь» Сост. О. В. Богданова, А. Г. Степанов, предисловие А. Г. Степанов. СПб.: РХГА, 2022. С. 396—405.
- Суханов В. А Конец классического гуманизма: А. Чехов и И. Бродский /И. А. Бродский: pro et contra, антология. Т.2. Сер. «Русский Путь» Сост. О. В. Богданова, А. Г. Степанов, СПб.: РХГА, 2023. С. 593—609.
- Суханов В. А. Пушкинские эпиграфы в романах Ф. Горенштейна «Псалом» и «Чок-Чок»/Философские формы в культуре. Омск: Изд-во ОмГА, 2021. С. 113—120.
- Суханов В. А. / Современная русская литература: обзоры и тенденции 1990—2000-х годов. Изд-во Нанкайского ун-та, 2021. С. 28 — 49.
- Суханов В. А. Марк Аврелий и философские идеи Античности в романе В. Пелевина «Жизнь насекомых» //Вестн. Том. гос. ун-та. Филология. 2019. № 58. С. 225—243.
- Суханов В. А. Личный дневник в структуре документального и художественного повествования: «Отблеск костра» и «Старик» Ю. Трифонова /Текст. Книга. Книгоиздание. 2019. № 20. С. 35 — 54.
- Суханов В. А. Текст и культура: функции «вторичных» текстов в русской прозе 1970 — начала 2000-х гг. /Вестн. Том. гос. ун-та. Культурология и искусствоведение. 2019. № 36. С. 118—129.
- Суханов В. А. Преодоление: Поэтический мир Натальи Буковской // Время пройдёт сквозь меня: Стихотворения и акварели /Буковская Н. В. Томск: ТГУ, 2018. С. 5-10.
- Суханов В. А. Аксиология автора и героя в повестях В. П. Астафьева 1990-х годов: «Весёлый солдат» // Сибирский филологический журнал. 2018. № 3. С. 128—135. — Электронный ресурс: vital.lib.tsu.ru.
- Суханов В. А. А. П. Чехов в творческом сознании Ф. Горенштейна: писатель как читатель в эссе «Мой Чехов осени и зимы 1968 года» // Вестник Томского государственного университета. Филология. 2017. № 46. С. 176—187.
- Суханов В. А., Щербинин А. И. Жизнь и смерть «Сибирских Афин»: проблема жизненного цикла метафорического топонима в различных дискурсах ХХ — начала ХХI в. // Вестн. Том. гос. ун-та. Филология. 2017. № 47. С. 149—170.
- Манипуляция в зеркале и практике художественной словесности /под ред.: Суханов В. А. Томск: Издательский Дом ТГУ, 2017. 166 с. — Электронный ресурс: vital.lib.tsu.ru.
- Суханов В. А. Феномен манипуляции в психологической прозе 1960-х годов: А. Битов и Ю. Трифонов // Манипуляция в зеркале и практике художественной словесности /под ред. В. А. Суханова. Томск: Издательский Дом ТГУ, 2017. С. 17-31 — Электронный ресурс: vital.lib.tsu.ru
- Суханов В. А., Киселёва М. Н. Статус реальности и человека в поэзии К. Кавафиса и И. Бродского: «Стены» К. Кавафиса в переводе И. Бродского // Мировая литература на перекрестье культур и цивилизаций. 2016. № 3(15). С. 93-110.
- Суханов В. А. Визуальное как элемент авторского кода в поэтике современного романа // ΠΡΑΞΗΜΑ. 2015. № 2 (4). С. 94-102.
- Sukhanov V.A. «Всё смешалось в доме…»: типология героев и концепты СССР / Россия в художественном дискурсе конца 1990—2000-х годов // Revisting East Central Europe and Russia Sosiety and Culture 20 Years After. New Delhi, 2015 P. 250—263.
- Суханов В. А. Нескончаемое тире (Послесловие) // Из незабываемых меня. Иосифу Бродскому. In memoriam /Полухина В. П. Томск: ИД СК-С, 2015 С. 473—477.
- Kostyukova T.A., Sukhanov V.A., et al. Revisiting East Central Europe and Russia Society and Culture 20 Years After. Delhi: University of Delhi, 2015. 327 p.
- Суханов В. А. Экспатрианты Н. Медведевой: сюжет освоения «Чужого» // Жанровые и повествовательные стратегии в литературе русской эмиграции : коллективная монография. Томск: Изд-во ТГПУ, 2014 С. 345—352.
- Суханов В. А. Времена не выбирают // Синий дым Китая. Повести и романы /Климовская Г. И. Томск: Изд-во НТЛ, 2013. С. 478—484.
- Ностальгия по советскому /Эмер Ю. А., Тубалова И. В., Резанова З. И., Мишанкина Н. А., Суханов В. А., Щербинина Н. Г., Старикова Г. Н., Каминский П. П., Зиновьев В. П.; ред.: Резанова З. И. Томск: Изд-во Том. ун-та, 2011. 514 с. — Электронный ресурс: vital.lib.tsu.ru.
- Sukhanov V.A. «Всё смешалось в доме…»: типология героев и концепты СССР / Россия в художественном дискурсе конца 1990—2000-х годов // Revisting East Central Europe and Russia Sosiety and Culture 20 Years After. New Delhi, 2015 P. 250—263.
- Суханов В. А. Нескончаемое тире (Послесловие) // Из незабываемых меня. Иосифу Бродскому. In memoriam /Полухина В. П. Томск: ИД СК-С, 2015 С. 473—477.
- Kostyukova T.A., Sukhanov V.A., et al. Revisiting East Central Europe and Russia Society and Culture 20 Years After. Delhi: University of Delhi, 2015. 327 p.